# Pripjaty (Kijevi terület)
Pripjaty (ukránul: Прип'ять, oroszul: Припять) város Ukrajnában a Kijevi területen, a belarusz–ukrán határ közelében, Csernobil városától 16 km-re északra. Jelenleg elhagyatott szellemváros, mivel a tőle alig három kilométerre fekvő csernobili atomerőmű 4-es blokkja 1986-ban felrobbant, és a város teljes lakosságát evakuálták. Pripjatyban nagyrészt az atomerőmű dolgozói éltek családjaikkal, kb. 49 400 lakos, ebből 15 406 gyermek és 16 562 nő. A város területe 6,59 négyzetkilométer. A tervezett népességszám 75–78 ezer fő lett volna. 1986-ban a város lakóinak átlagéletkora 26 év volt.
A hely máig megőrizte a szovjet városok 1970-1980-as évekre jellemző arculatát, mivel az atomerőmű-baleset óta itt semmi nem változott. Bár az ott mérhető sugárzás nagy részét okozó cézium-137 izotóp felezési ideje 30 év, még hosszú ideig nem várható a lakosság visszatelepítése, a felrobbant reaktor közelsége és a város erősen szennyezett környezete miatt.
Pripjaty városa jogilag területi jelentőségű város, de a többi ugyanilyen jogállású ukrajnai várossal ellentétben itt nem alakult tanács, hanem a Kijevi terület tanácsának szervei látják el a polgári közigazgatásra maradt feladatokat.

## Története

### Az alapítástól a katasztrófáig

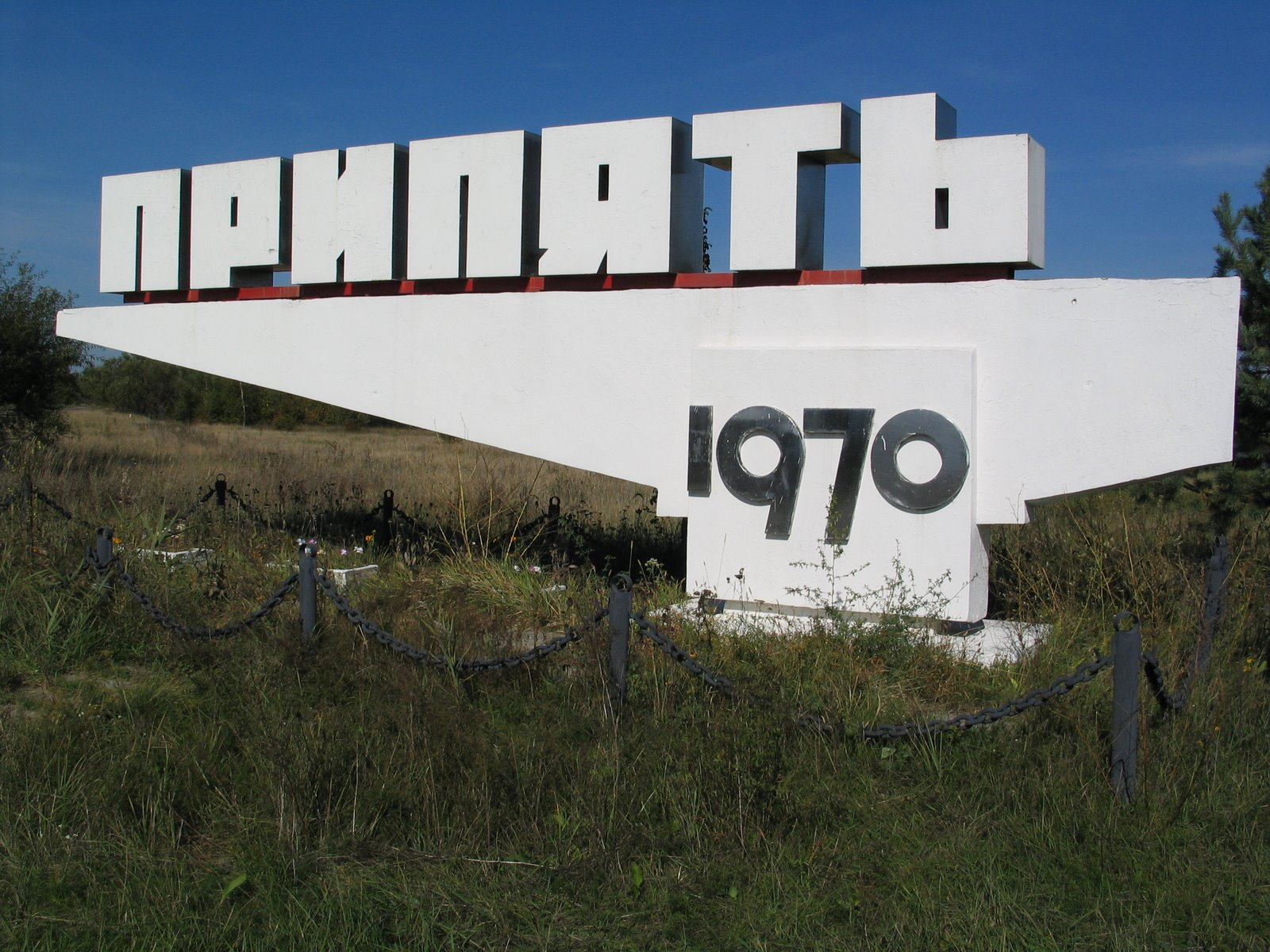
Pripjaty neve a város déli bejáratánál található CSAE-Pripjaty elágazásnál

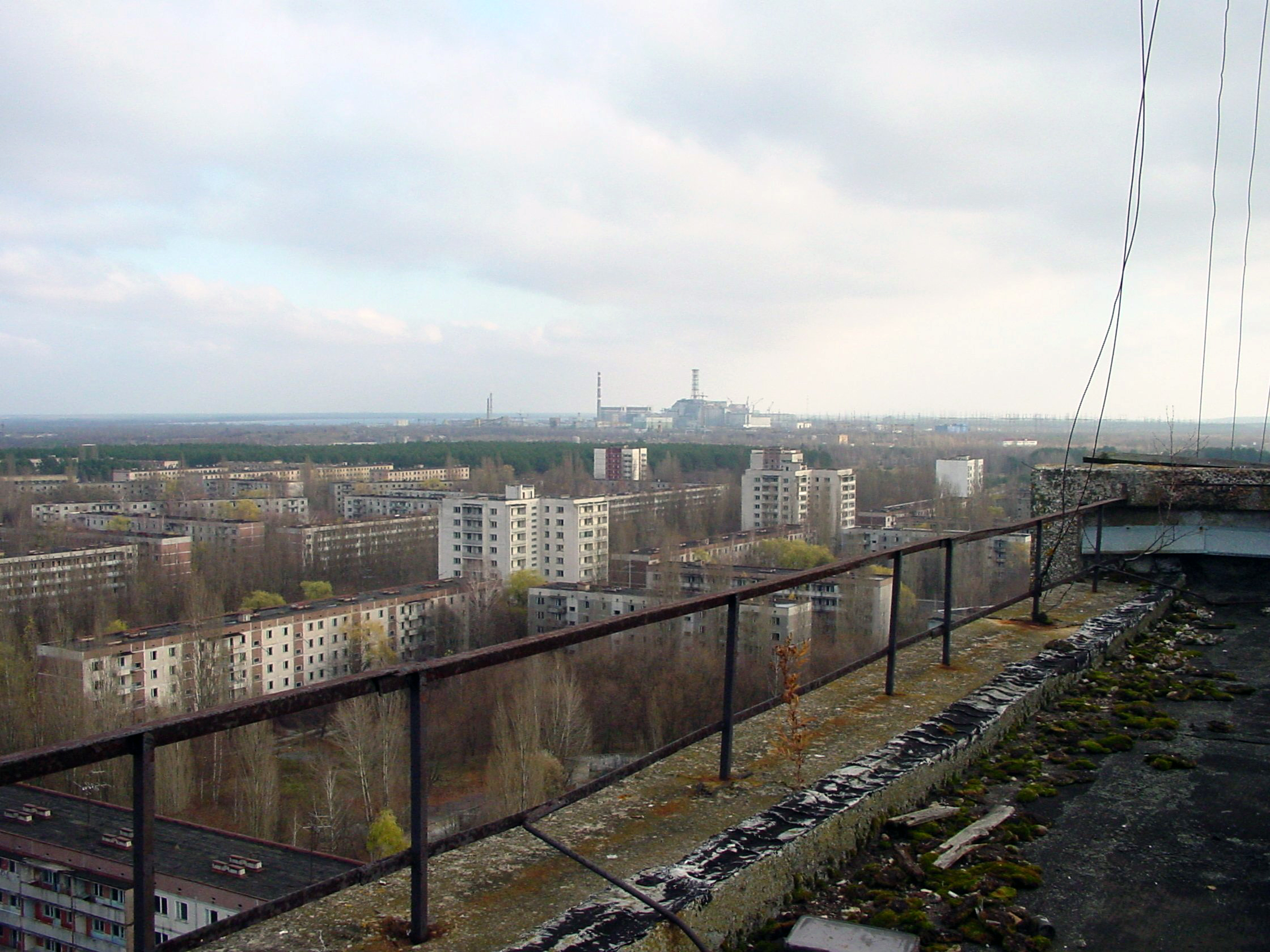
A csernobili atomerőmű az egyik 15 emeletes pripjatyi panelház tetejéről fotózva

A város első tervei még 1969-ben készültek. Az építkezés 1970. február 4-én kezdődött meg a Kopacsitól északra fekvő, Szemihodi falu helyén kijelölt területen, gyakorlatilag ez a nap tekinthető egyúttal az alapítás dátumának is. Legelsőnek az erőműhöz legközelebb eső városrészek készültek el: az adminisztrációs épületek, az étkezde és a diákszálló. 1971 augusztusában kezdődött meg a közművesítés. A település 1972. április 14-én kapta nevét a közeli Pripjaty folyóról. Az első iskola 1972 decemberében nyitotta meg kapuit. A városi rangot 1979-ben kapta meg, 1985-ben már 47 500 fő lakott itt. Az utolsó tanácselnök Vlagyimir Volosko volt.
- 00.00: 1225 autóbusz és 360 teherautó indul a kitelepítés helyszínére
- 07.00: A kormánybizottság szóvivője zártkörű ülésen bejelenti, hogy még aznap evakuálják a lakosságot
- 10.00: kitelepítési parancs kiadása
- 13.10: a helyi rádióban elhangzik a felhívás
- 13.50: a lakók felsorakoztatása a házaik bejáratai előtt
- 14.00-16.30: húszas csoportokba rendezett autóbuszrajok mennek a lakókért 10 perces időközönként öt teherautó kíséretében
- 16.30: a kitelepítés vége
- 18.20: a hadsereg lezárja a házakat – 20 embert találnak, akik elrejtőztek lakásukban

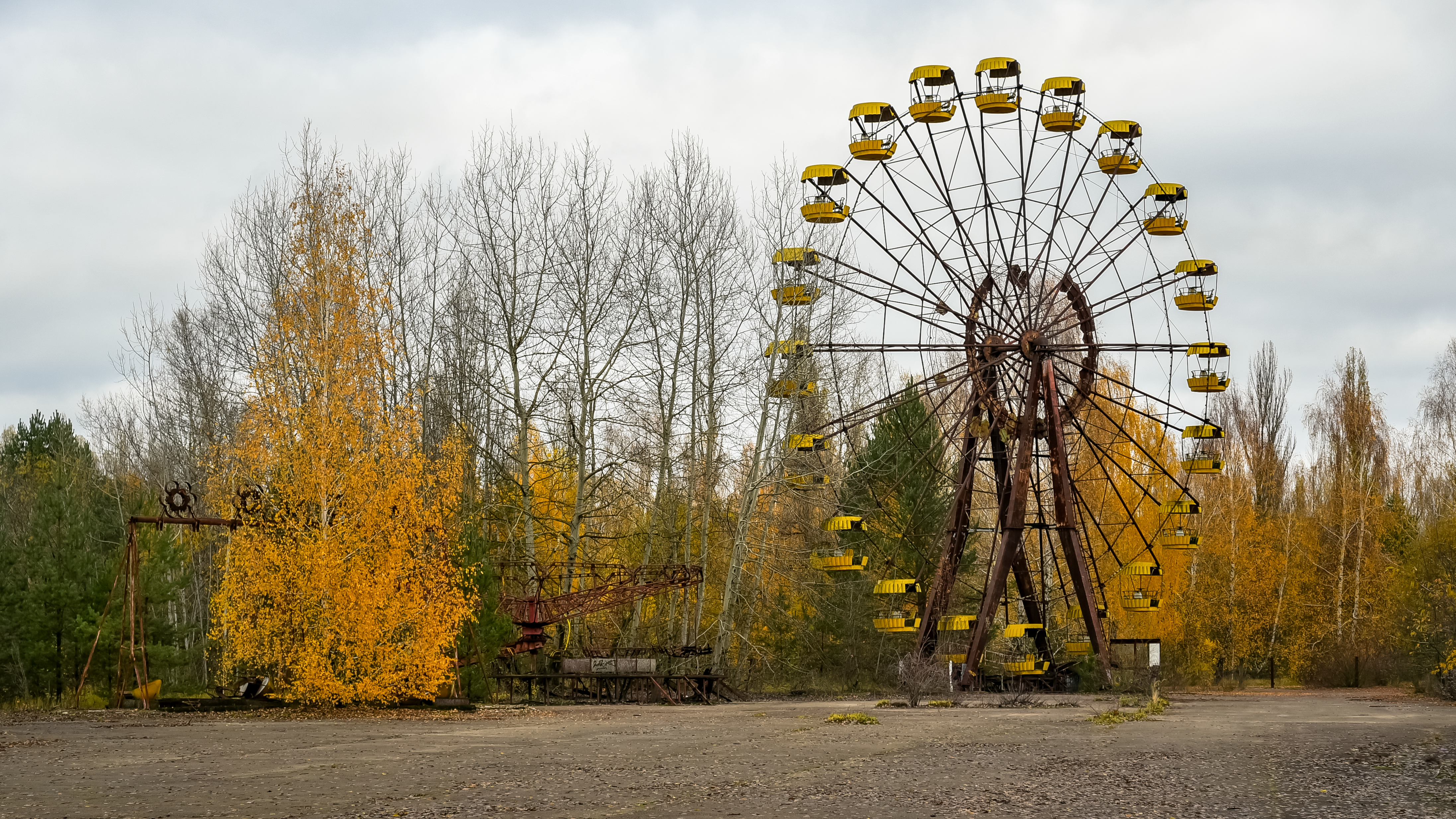
A vidámpark óriáskereke 2017-ben

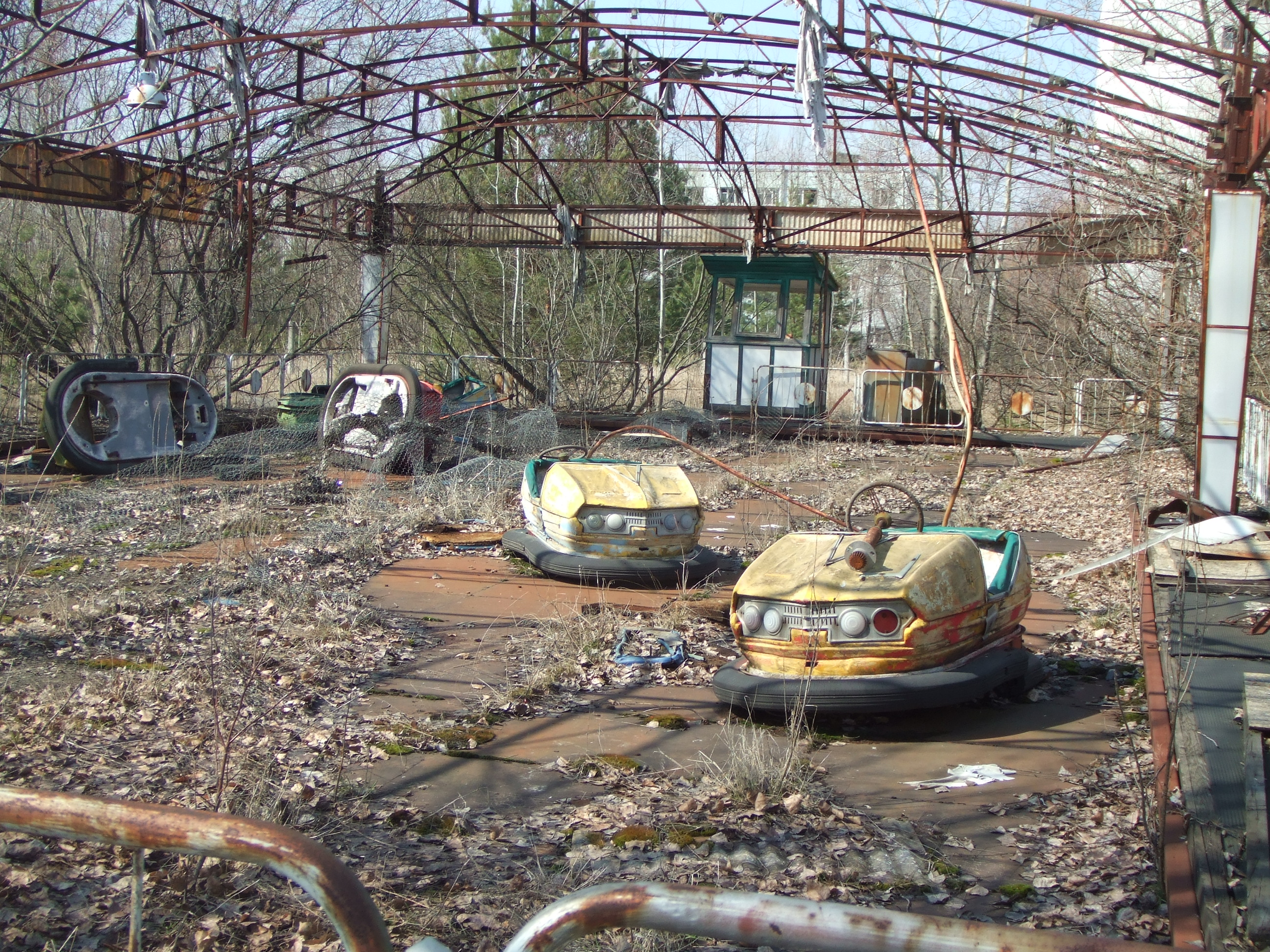
Dodzsemek a pripjatyi vidámparkban

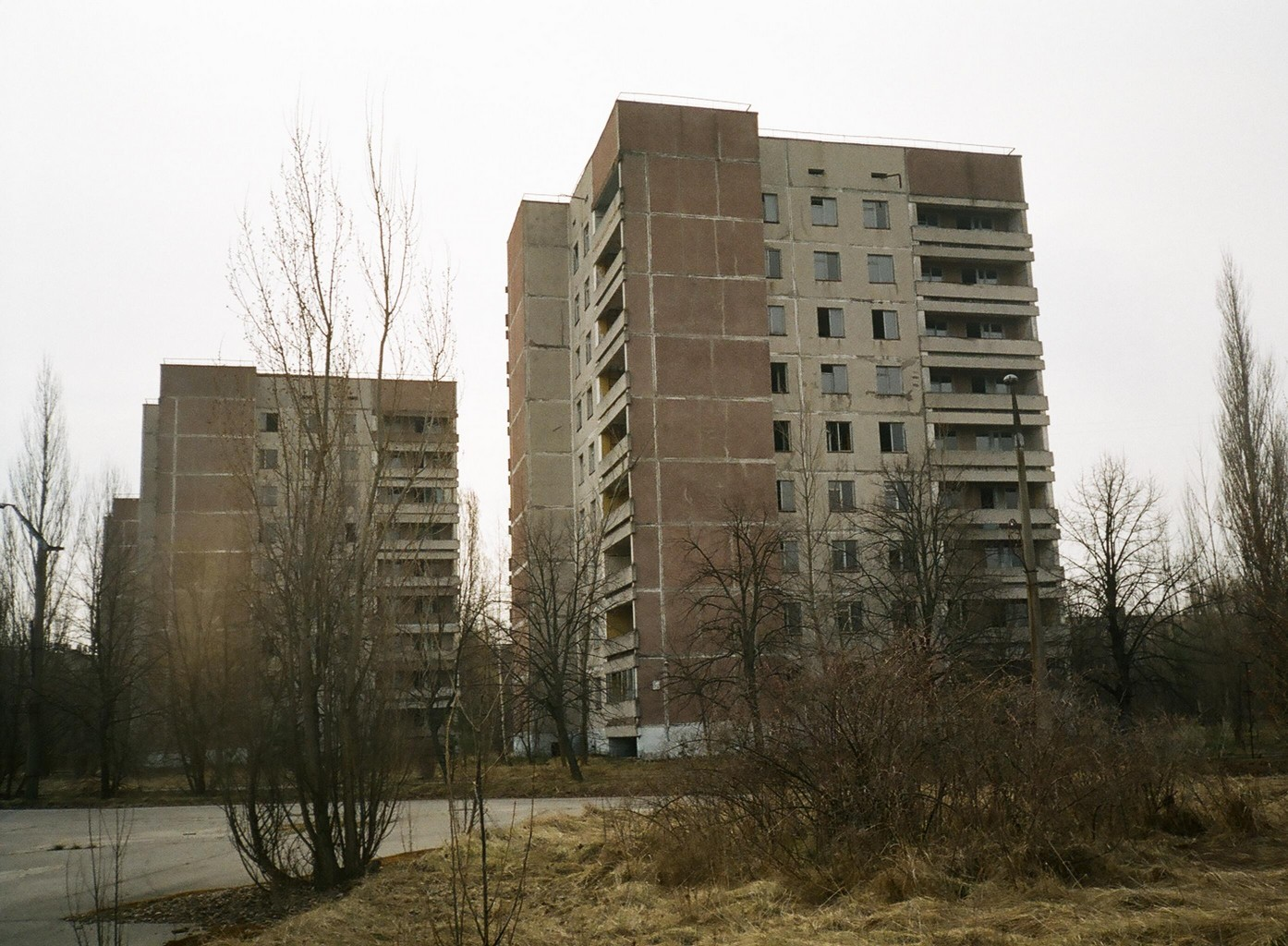
Jellegzetes kilencszintes pripjatyi panelházak

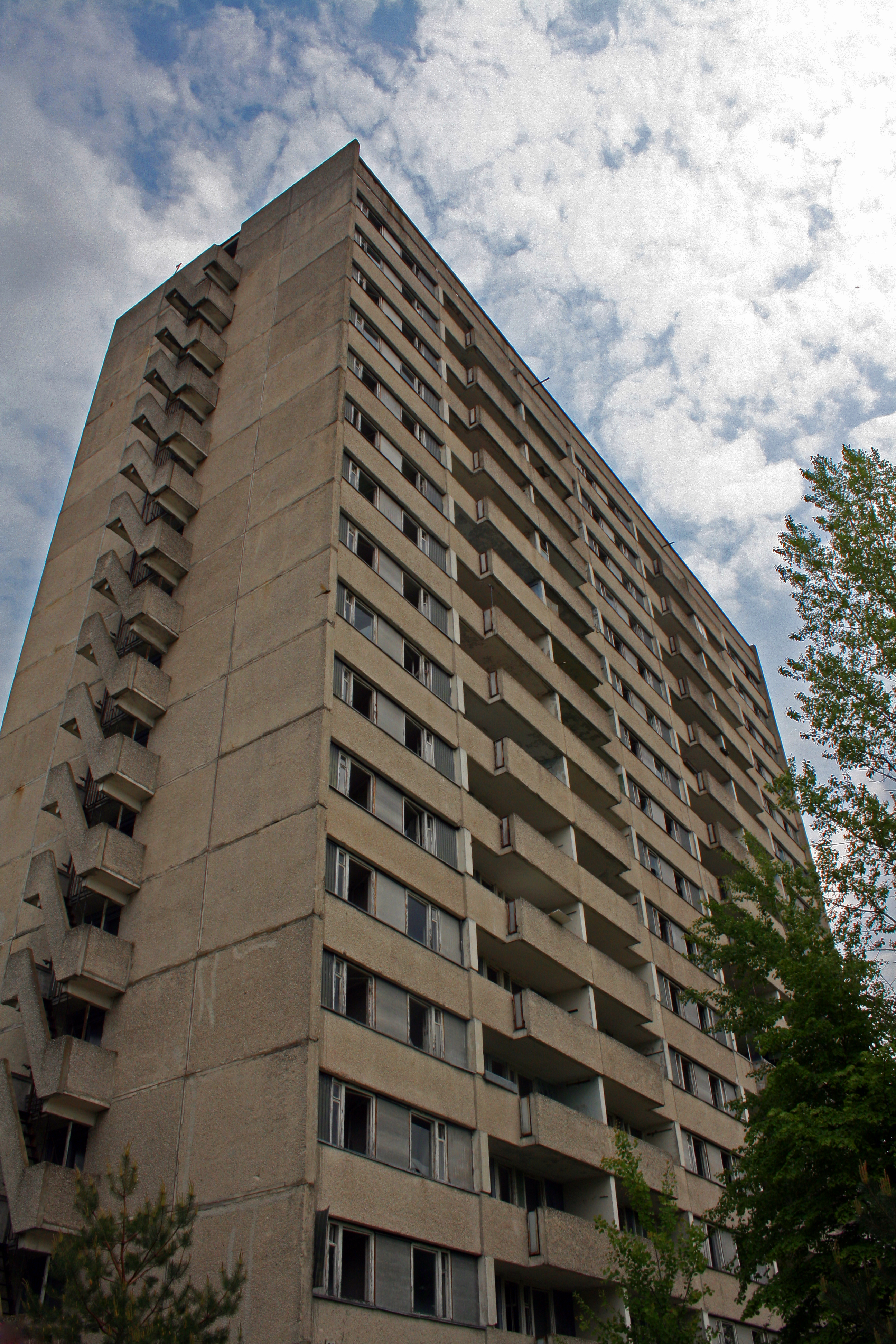
Az egyik tizenhat szintes panelház

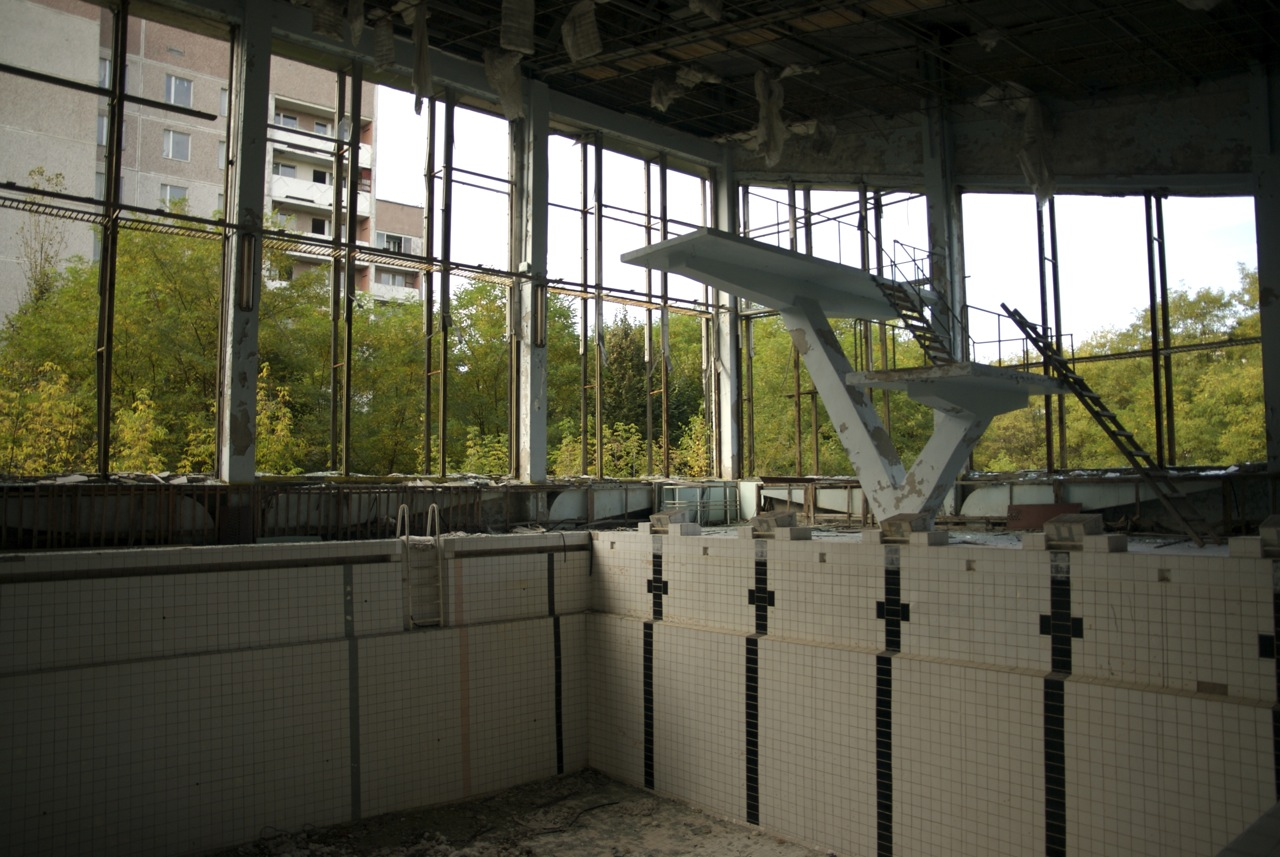
Az Azúr uszoda

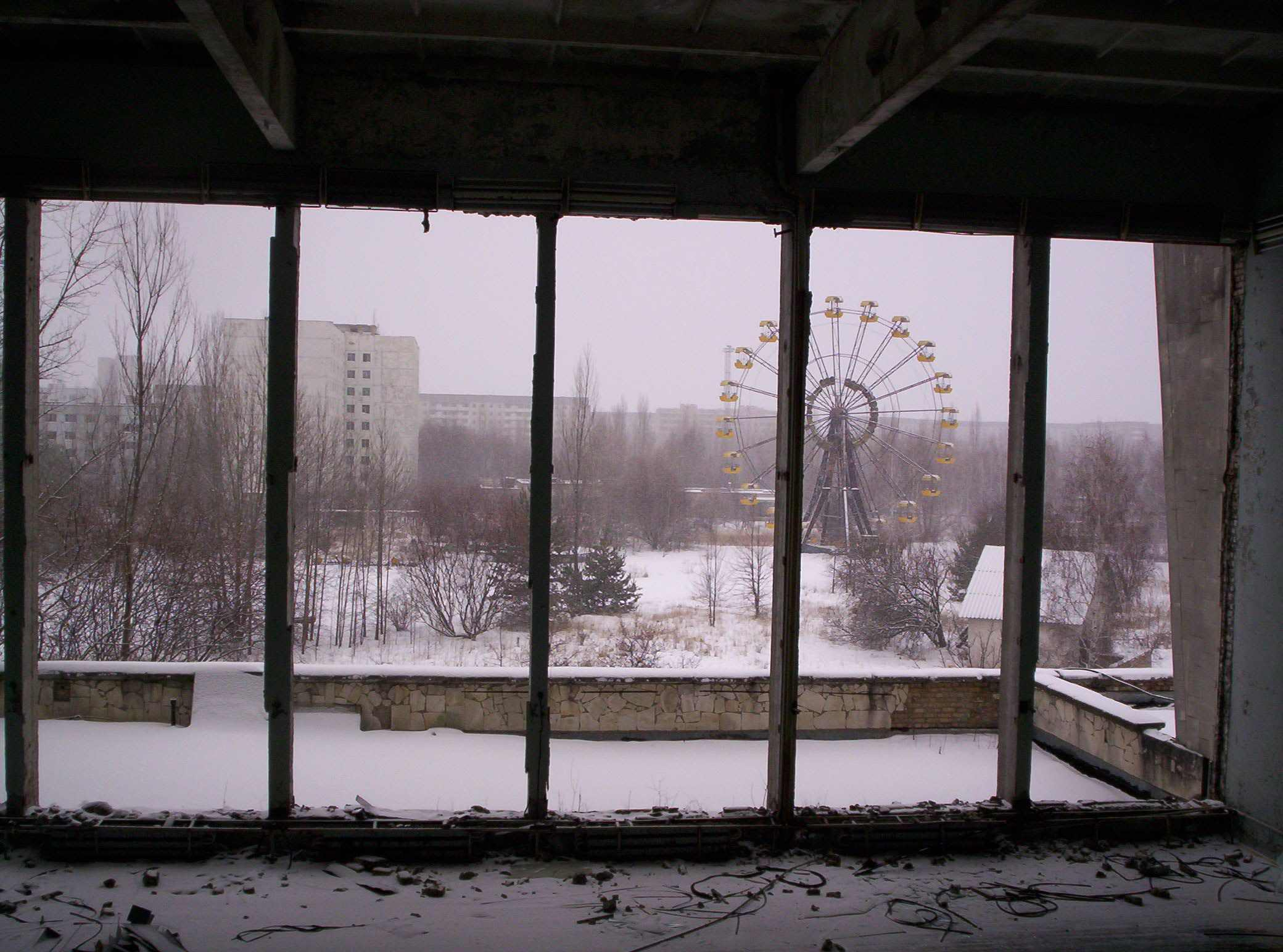
Kilátás a művelődési házból a vidámparkra

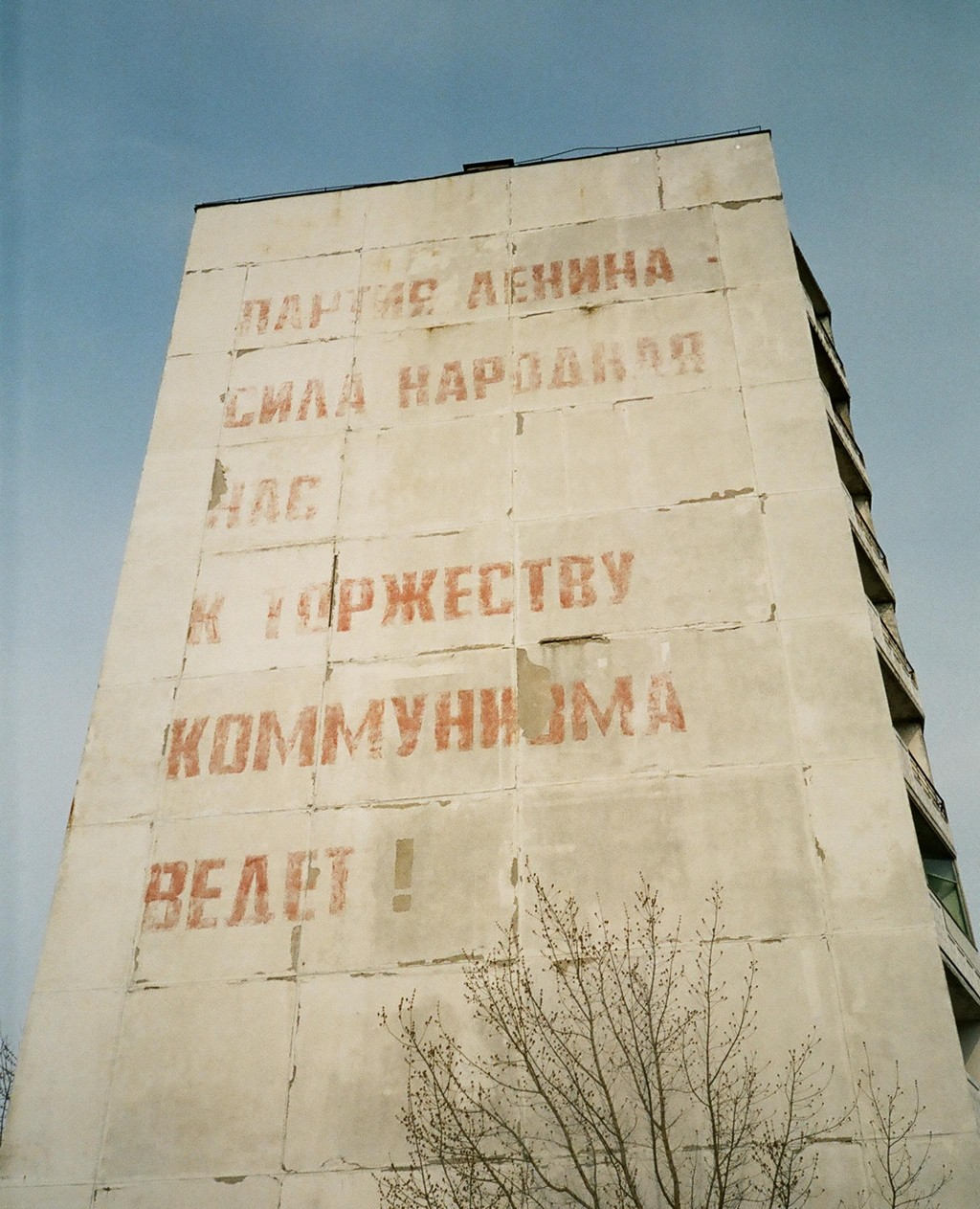
Idézet a szovjet himnuszból az egyik kilencszintes panelház oldalán

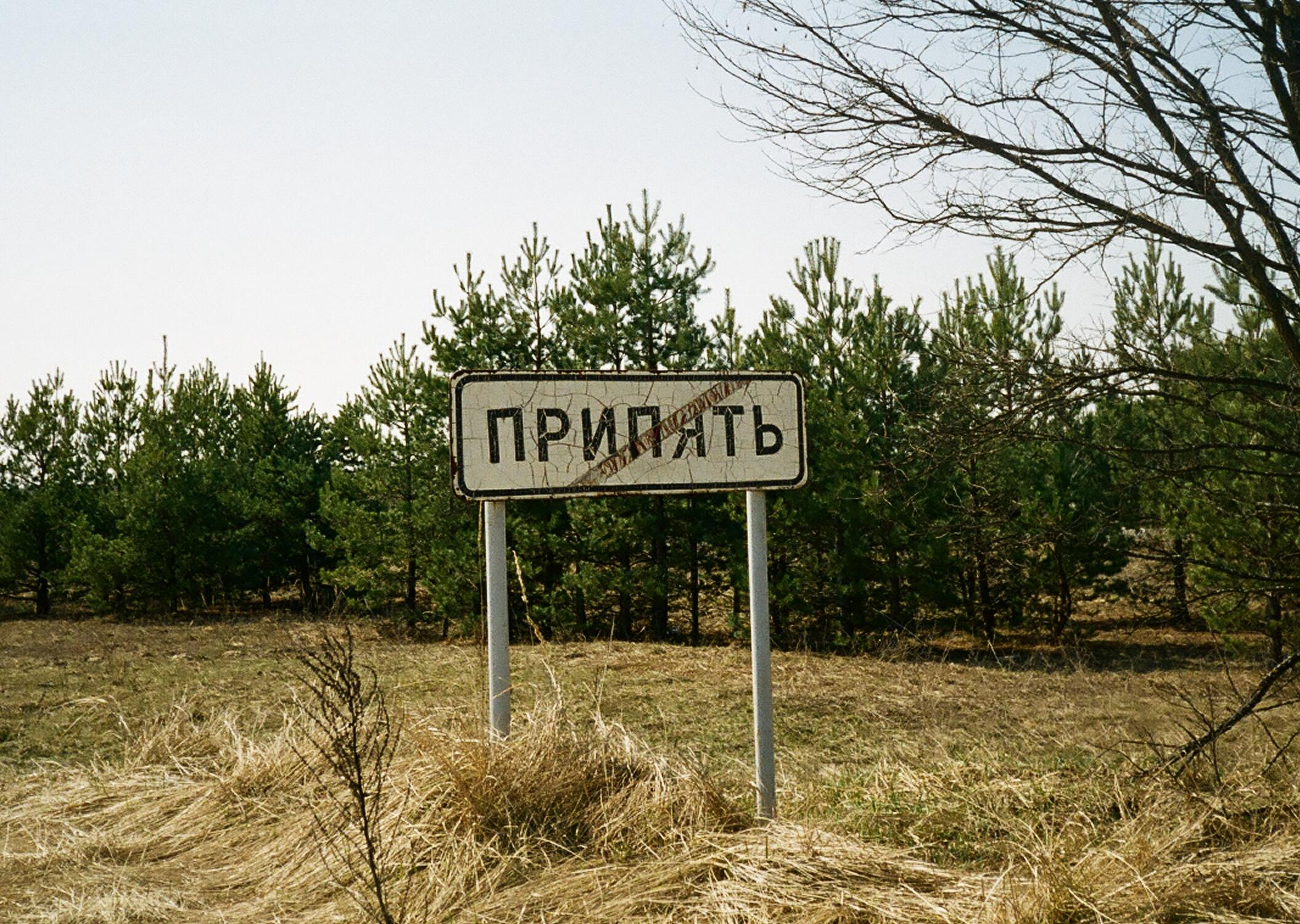
Pripjaty vége – helységnévtábla

### A kitelepítés
A csernobili atomerőműben bekövetkezett baleset következtében létrejött gamma-sugárzás mértéke 1986. április 26-27-én Pripjatyban, egyes források szerint megközelítőleg 0,4-1,5 röntgen (SI-mértékegységben: 4-15 millisievert) volt óránként, más források viszont óránként 6-7 röntgenről tesznek említést, ez utóbbi az atomenergiaipari dolgozók megengedett maximális éves adagját is meghaladja, ami 5 röntgen (50 mSv). Az evakuálás napján forgatott legendás filmfelvételeket Mihail Nazarenko és Valerij Jevtusenko rendőrszázados készítette. A szabadban forgatott anyag egy részét a KGB emberei elkobozták és megsemmisítették. Azok közül, akik április 26-a reggelén a várostól délre található vasútvonalon átívelő ún. "Halál hídján" állva próbáltak az erőműre rálátni, sokan a halálos sugárterhelés kétharmadát szenvedték el.
1986. április 27-én, 36 órával az erőműben történt baleset után megkezdődött a lakosság evakuálása. Egy volt lakos elmondása szerint aznap Pripjatyban káosz és fejetlenség uralkodott. Az emberek semmit nem értettek, nem tudták, miért mossák az utcákat, miért járkálnak a hadsereg emberei védőruhában, és alig egy órájuk volt a hivatalos rádióhír beolvasása után az összepakolásra. Nagyon kevesen voltak tisztában azzal, hogy mi történt és mi vár rájuk. Két és fél óra leforgása alatt a városba érkezett 1225 darab Ikarus 260 és LiAZ–677 típusú autóbusszal (nagy részüket a kijevi városi forgalomból hozták, de még Kárpátaljáról is érkezett két busz), 360 darab teherautóval, valamint a janovi vasútállomásra érkezett két, 1500 személyes vonatszerelvénnyel evakuálták a 49 360 főt, példásan megszervezett akció keretében. Reménykedvén a visszatérésben, a lakosságot a kitelepítésről úgy tájékoztatták, hogy ez csak ideiglenes megoldás, és pár napon belül visszatérhetnek. Ebből kifolyólag azt tanácsolták, hogy csak legfontosabb irataikat, pár napra való ruhát és élelmet vegyenek magukhoz. A bútorokat, a ruhák nagy részét, a gépjárművüket és a sugárszennyezetté vált háziállatokat nem vihették magukkal. (Állítólag a hátramaradt, később elvadult háziállatok lelövésével a környékbeli vadászokat bízták meg, akik április 29-ére végeztek is a munkával. A tetemeket a szintén szennyezetté vált gépjárművekkel együtt temették el.)
A lakosok többségét autóbuszokkal Kijevbe, illetve onnan később az újonnan megalapított Szlavutics városába szállították, a visszatérésre azonban a mai napig nem volt lehetőség. Voltak, akik nem akarták elhagyni a várost: 20 emberre találtak rá, akik lakásukban bújtak el, és állítólag két idősebb nő a kitelepítés után több mint egy hónapon keresztül sikeresen rejtőzködött pripjatyi lakásában, mire megtalálták és kórházba szállították őket.
1986 szeptemberében a lakók egy gyors látogatás erejéig visszatérhettek, hogy kisebb, könnyen mozdítható tulajdontárgyaikat magukkal vihessék.

### A mentesítés
Miután a csernobili atomerőműben bekövetkezett baleset miatt 1986. április 27-én a teljes lakosságot evakuálták, több száz ember közreműködésével kezdetét vette Pripjaty megtisztítása. Az első fázisban, 1986 májusában és júniusában az épületek külső felületét és az utakat többször lemosták, június végére a városnak mintegy 70%-ával végeztek.
A következő fázis 1986 szeptemberében kezdődött, amely egyes városrészek teljes sugármentesítését foglalta magába. Ennek köszönhetően már decemberre a töredékére csökkent a szennyezettség. A munka a többi kerületben a következő évben folytatódott. 1988-tól kezdve folyamatosan végeztek a városban méréseket, és a balesetet követően legalább 10 éven keresztül speciális technikával rendszeresen mosták az utakat is. Idővel a füvet és a földet is kicserélték. Pripjaty jelképét, a filmszínház előtt álló Prométheusz-szobrot, még 1987-ben az atomerőműhöz vitték át.
A Szovjet Hadsereg mentésben használt gumikerekű járműveit és helikoptereit, az egyéb „könnyű technikákkal” együtt – mivel erősen szennyezetté váltak – a külső övezet Rozszoha települése melletti azonos nevű roncstemetőjében helyezték el, a kitelepítéskor használt autóbuszokkal együtt. A város lakóinak személyes tulajdonait és legszennyezettebb gépjárműveit összegyűjtötték és a környéken elásták, még 1986-87-ben. A város szomszédságában, a volt Burjakivka település mellett van egy hatalmas hulladéklerakó-telep is, ahová nagyrészt a lánctalpas és nehéz technikai eszközöket, a nagy radioaktivitású romokat és a szarkofág építési maradványait deponálták.

### Meghiúsult városfejlesztési tervek
Pripjaty Novosepelicsi felé terjeszkedett, ám az építkezést félbeszakította a baleset, az épülő panelházakat félbehagyták, ma is úgy állnak, ahogy a munkások 1986-ban otthagyták a darukat. 1988 végéig terveztek felépíteni a városban két kereskedelmi központot, egy úttörő-székházat, egy új filmszínházat, egy művészetek palotáját, az Október szállót és két sportközpontot. A Leszja Ukrajinka út és az Építők sugárútjának kereszteződésénél egy 52 méteres TV-átjátszóállomás építése is a tervek között szerepelt.

### A kitelepítés utáni évek
1989-ben a lakásokat állagmegóvás végett még fűtötték, azonban 1990-re kikapcsolták a közműveket, a városban a hadseregen kívül csak a laboratóriumi méréseket végző dolgozók tartózkodtak.
1998-ban a még ott dolgozók is elhagyták a várost. Az utolsó működő közintézményt, az uszodát 1996-ban zárták be.
2003-ban Alekszandr Szirota (Ljubov Szirota fia) szervezésével elindult Pripjaty városának hivatalos honlapja, a pripyat.com, később pedig az addyour.name, a virtuális Pripjaty, amelynek segítségével minél több egykori lakost próbálnak megtalálni és egy közösségbe összegyűjteni.
Ljubov Szirota (a pripjatyi művelődési ház igazgatónője, a Prometheus művésztársulat vezetője) a katasztrófa után 14 évvel, fia bátorítására tért vissza a városba egy látogatás erejéig, de lehangolta egykori lakásának látványa. Jelenleg ő is részt vesz az ott éltek felkutatásában.
2006 áprilisában a pripyat.com és a Литературна Украина c. újság szerkesztősége aláírásgyűjtésbe kezdett a város megmentésének érdekében.

### A város napjainkban
Mivel a kitelepítés után eltelt néhány év során nyilvánvalóvá vált, hogy Pripjatyban egyhamar nem folytatódhat az élet, így nem foglalkoztak a szovjet jelképek eltávolításával sem. A mai napig fellelhető a 15 emeletes házakon a szovjet címer, a villanyoszlopokon a sarló-kalapács motívum. Ugyan jó néhány feliratot már eltávolítottak vagy elloptak, de a szovjet himnuszból való idézet („Партия Ленина – сила народная, нас к торжеству коммунизма ведёт!”) („Lenin pártja – a nép ereje, a kommunizmus diadalához vezet el bennünket!”), illetve a „Слава Труду” („Dicsőség a munkának!”) szlogen a mai napig látható az egyik kilencszintes ház tetején. A Lazarev őrmester utca 3. alatti ház tetején egykor állt „Хай буде атом робiтником, а не солдатом!”  („Az atom munkás legyen, nem pedig katona!”) feliratot valamikor 1989 után leszerelték, de a betűi – elfektetve a tetőn – még megvannak. A kórházon is megtalálható a „Здоров'я народу – Багатство країни!” („A nép egészsége az ország gazdagsága!”) jelmondat.
A városban található körülbelül 13 500 lakás nagy részét szinte teljesen kifosztották, illetve szétverték: az ajtók tárva-nyitva, az ablakok betörve, a liftek leszakadva, a WC-k összetörve, a vakolat hullik, a tapéta mállik. A még ottmaradt nehezebben mozdítható tárgyak (bútorok, zongorák, tűzhelyek, kádak) is siralmas állapotban vannak. Szinte minden házban lehet egy-két könyvet, újságot találni a porban, vagy néhány fényképet, falinaptárt, de ennél több gyakorlatilag sehol sem maradt. Az óvodákban, iskolákban is még fellelhetők a játékok és a tanszerek. Az ott-lakók tulajdonának egy részét a hadsereg ásta el, másik részét fosztogatók vitték magukkal. Valamikor 1988 és 1990 között indulhatott meg a város lassú, de folyamatos kifosztása, ami a mai napig sem ért még véget. (1987 őszén még le voltak zárva a lakások.) Sok, a kitelepítés utáni beltéri fényképen lehet látni, hogy gázálarcok hevernek szanaszét: ezeket is fosztogatók hozták elő a romos épületek pincéiből avégett, hogy a bennük lévő ezüstből készült szűrőt kiszedhessék és értékesíthessék. Ez a jelenség sajnos szinte mindennapos: 2007 januárjában és 2008. október 31-én is sikerült lefülelni egy-egy teherautóval felszerelkezett radiátortolvaj bandát.
A térséget lassan visszahódítja a természet. Az utakon és a tereken bozótos erdő nőtt, A betonfelületeket mohatelepek borítják. Némelyütt az épületeken belül is burjánzik a növényzet.
A katasztrófa utáni évtizedek során a baleset következtében akut terhelést kapott állatok elpusztultak, a megmaradt állatokat a hadsereg részben elpusztította, részben szabadon maradva a természetes szelekció végzett velük. Élet- és szaporodóképes állati mutációk, tartós genetikai torzulást szenvedett állatok statisztikailag kimutatható számban nincsenek. Éppen ellenkezőleg, az ember eltűnése a város környékének biodiverzitását növelte. A zárt zónában életben maradt kutyák genetikai leszármazottai - a rajtuk elvégzett kutatómunkák közelmúltban közzétett eredményei alapján - már szinte immunisak a radioaktív sugárzásra.
Az időjárás viszontagságai miatt az épületek állapota folyamatosan és gyors ütemben romlik. Elsőként 2005-ben egy iskola omlott be részlegesen. Állagmegóvás hiányában pár évtizeden belül az egész város erre a sorsra juthat.
A turisták, érdeklődők előtt csak az elmúlt években nyílt meg a zárt zóna, manapság a huzamosabb ott-tartózkodás is biztonságos. A külső 20 km-es rész egyes területein olyan alacsony a háttérsugárzás hogy akár életvitelszerűen is lehetne ott lakni, bár a belső, legszennyezettebb 10 km-es zóna fenntartása még hosszú távon indokolt.
A Pripjatyot is magába foglaló 30 km-es zóna területét 1991 óta az ukrán hadsereg őrzi, a város déli – és egyben egyetlen legális közúti – bejáratánál álló őrbódéban katonák teljesítenek szolgálatot, minden befelé és kifelé haladó járművet megállítanak ellenőrzés céljából, akárcsak a lelivi ellenőrzőpontnál.
Pripjaty és a Zóna területe főként a cézium, a stroncium, a plutónium és az amerícium radioizotópjaival szennyezett.

## Népesség és infrastruktúra

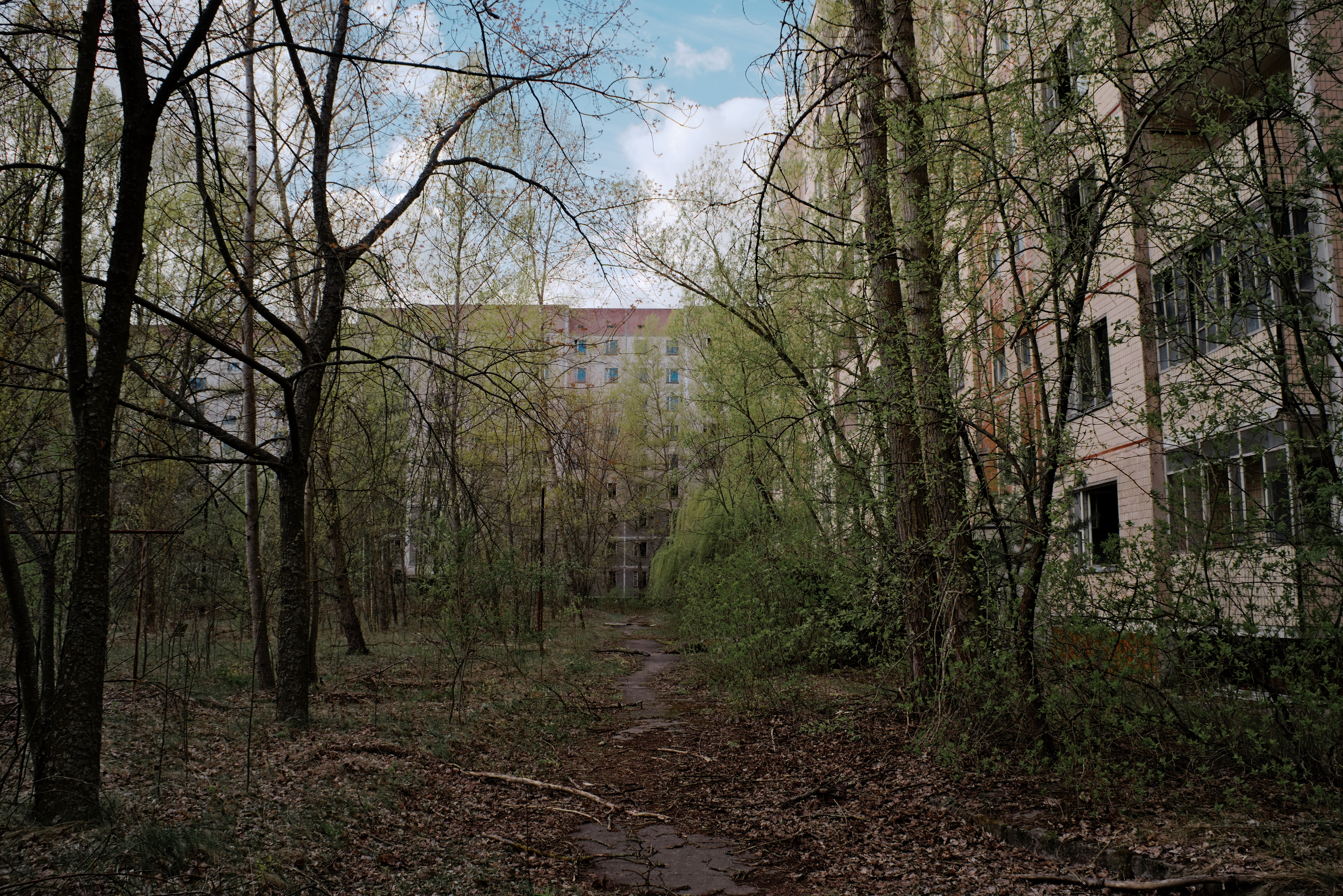
Erdő nött a házak között (2017. szeptember 18.)

1985 novemberében a város lakossága 47 500 fő volt, akik 25 különböző nemzetiség közül kerültek ki. Az előző évi növekedés 1500 főt tett ki, ennek a fele a természetes szaporulat, fele a betelepülés következménye volt. A kitelepítés előtt 49 400 lakosa volt, köztük 15 406 gyermek (7176 diák) és 16 562 nő. 160 paneltömbjében 13 414 összkomfortos, távfűtéses lakást tartottak számon, köztük négyszobás lakásokat is. Az áruellátás a Szovjetunió többi városához képest zökkenőmentes volt, a 25 üzlet (köztük egy szupermarket) polcain mindig akadt elég áru; egy átlagos napon 10 tonna kenyér, 7 tonna hús, 28 tonna tej és egyéb tejtermék fogyott. Az egy főre jutó napi vízfogyasztás 250 liter volt. A város fénykorában a 2926 telefonszám (telefon-előfizetés) mellett az erőmű, a Jupiter rádiógyár és a közigazgatás további 1950 vonala jellemezte a telekommunikáció állapotát.

## Közlekedés
A városon belül egyetlen buszjárat közlekedett, amely az atomerőművet is érintette. Pripjatyba tömegközlekedéssel (autóbusszal, vasúttal, valamint hajóval) lehetett eljutni (a Pripjaty folyón rendszeres hajójárat működött, ez egészen Kijevig szállította az utasokat). Egyénileg személygépjárművel megközelíthető Csernobil felől az Р-10-es úton. Az utak állapota a városban és annak környékén is meglehetősen rossz, az evakuálás óta ugyanis nem kaptak felújítást.

## Főbb nevezetességek

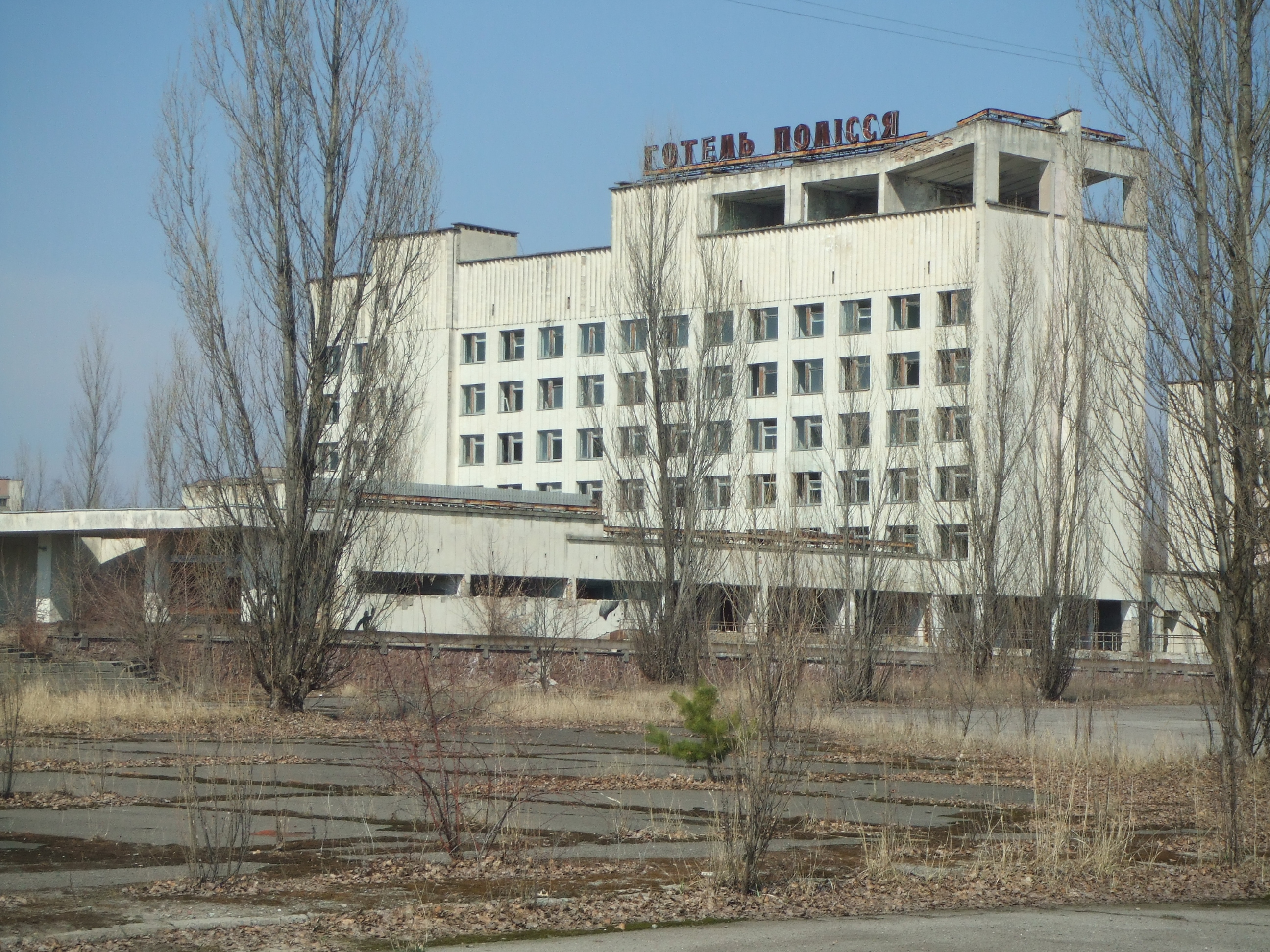
A Polisszja szálló (2006)

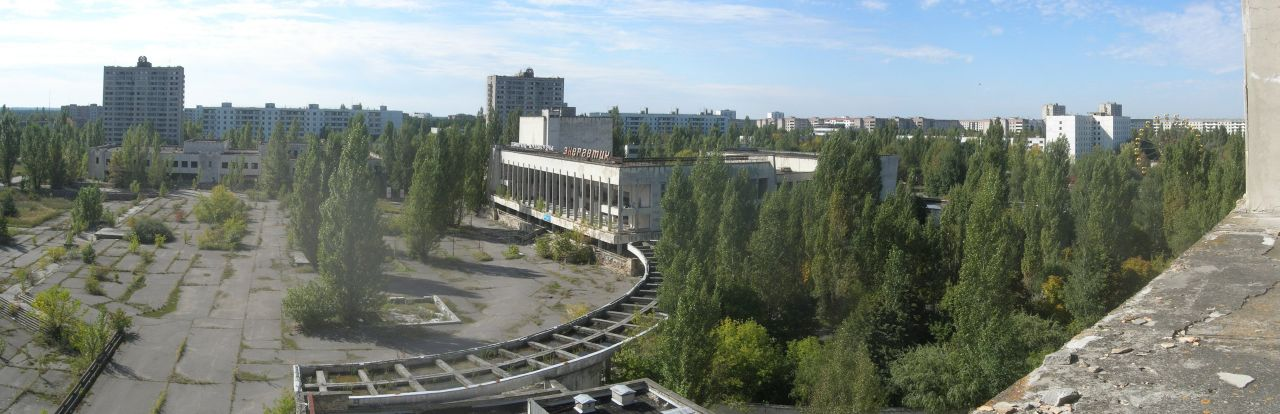
Kilátás a Polisszja szállóból a főtérre (2007)

- Csernobili atomerőmű (Ukránul:Чорнобильська АЕС) (Oroszul:Чернобыльская АЭС)
- Hotel Polisszja (Готель „Полісся”, вул. Курчатова, б. 8) (a google térképen)
- Művelődési ház (ДК „Энергетик”, вул. Курчатова, б. 10)
- Pripjaty-kávézó (Кафе „Прип'ять”, вул. Набережна, б. 7)
- Prometheus filmszínház (Кінотеатр „Прометей”, вул. Курчатова, б. 4)
- Pártszékház (ez később a mentesítésben résztvevők központjaként funkcionált, cím: вул. Курчатова, б. 6)
- Étterem és bevásárlóközpont (вул. Лазарева, б. 2)
- Azúr uszoda (Басейн „Лазурний”, вул. Спортивна, б. 24)
- Jupiter rádiógyár (Завод „Юпітер”, вул. Заводська, б. 11)
- Sportstadion (вул. Гідропроектівска, б. 2)
- Kórház (вул. Дружби Народів, б. 18)
- Vidámpark (a google térképen)

A városnak temploma nem volt.

## Pripjaty a kultúrában

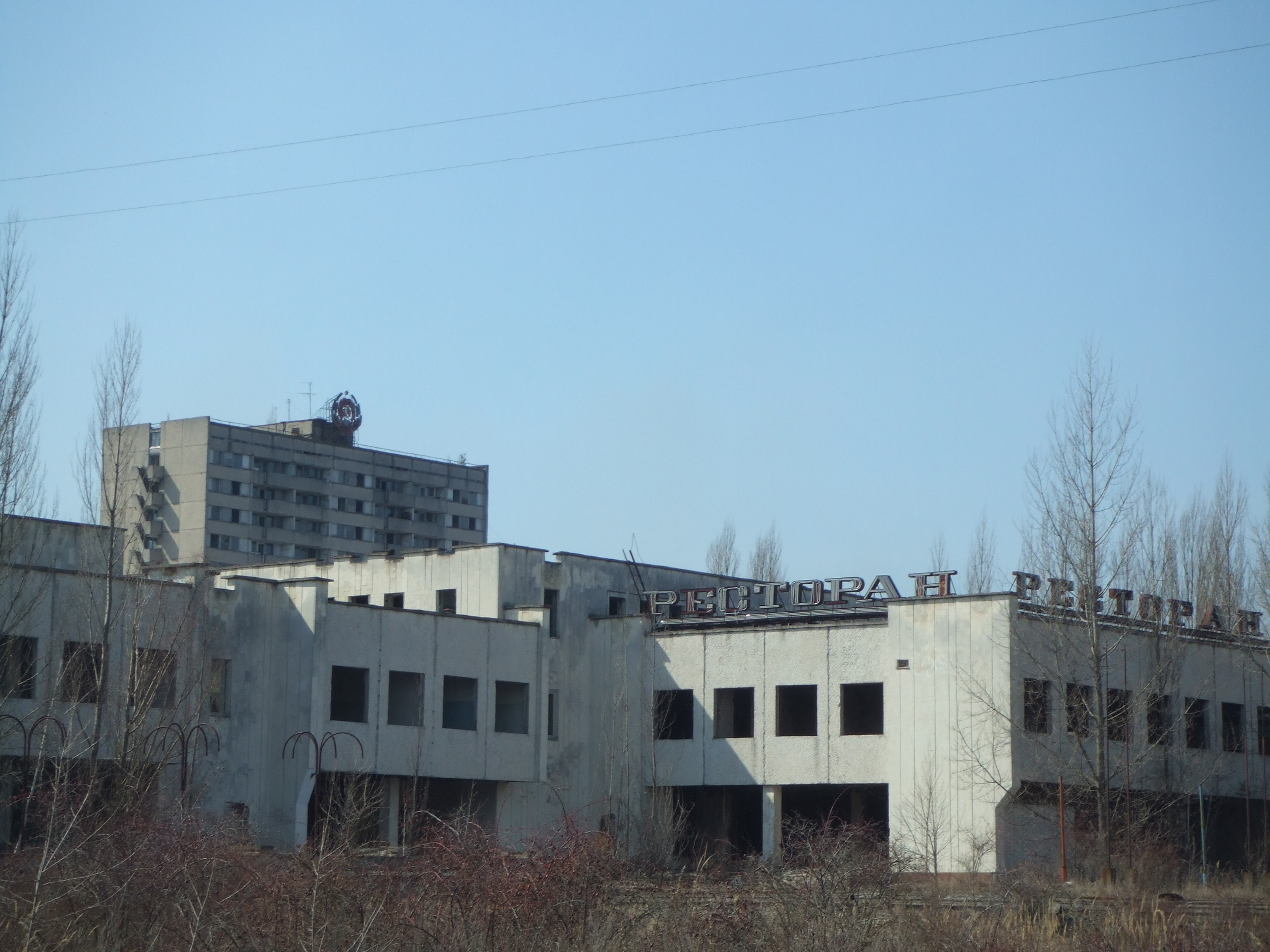
Az étterem a főtéren

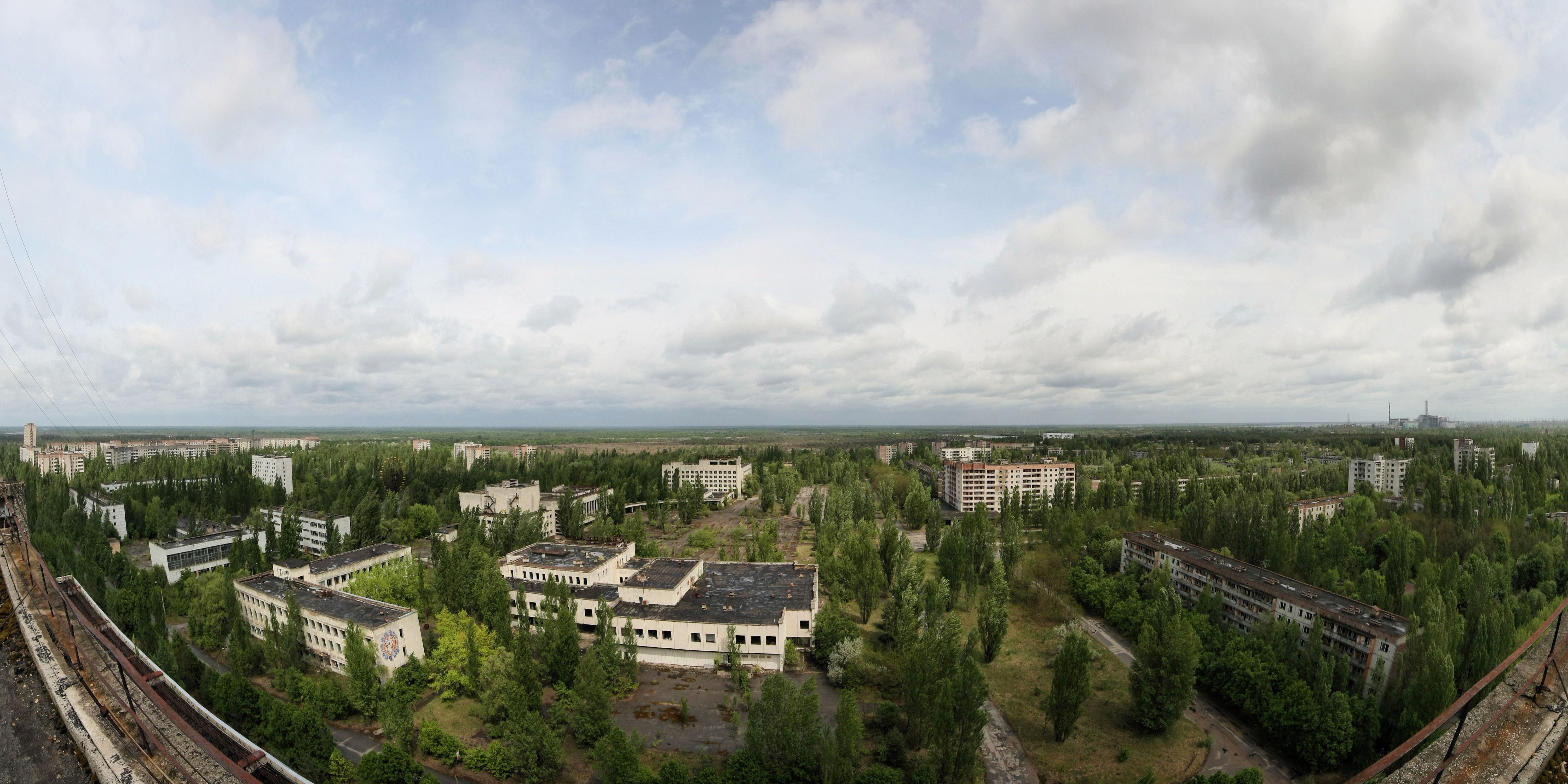
Panorámakép 2009 májusából

### Zene
- Christy Moore Voyage című 1989-es lemezén szerepel egy dal "Farewell To Pripchat (Near Chernobyl)" címmel, mely az elhagyott városról szól. Ezt a dalt később John McDermott kanadai-skót énekes is előadta, az Old Friends című 1994-es albumán található meg.
- A Beats and Styles nevű finn duó "Everything is Everything" c. 2005-ös számának videóklipjéhez a felvételek többségét Pripjatyban készítették.
- A rapper Example "What We Made" c. 2006-os klipjében szintén látható a város.
- Alyosha, ukrán előadóművész "Sweet People" című dalának videóklipjét a város Polisszja szállójában forgatták. Az énekesnő ezzel a dallal képviselte Ukrajnát a 2010-es Eurovíziós Dalfesztiválon, Oslóban, ahol a döntőben a tizedik helyet szerezte meg.
- A Suede angol együttes „Life is golden” c. számának videóklipjét is itt forgatták. A dal a 2018-as The blue hour albumon található.

### Videojátékok
- A S.T.A.L.K.E.R.: Shadow of Chernobyl, a S.T.A.L.K.E.R.: Lost Alpha és a S.T.A.L.K.E.R.: Clear Sky című videojátékok a 30 km-es zónában játszódnak, bennük Pripjaty városának képzeletbeli elemekkel kiegészített virtuális másolatában barangolhat a játékos. A sorozat egyik darabja, a S.T.A.L.K.E.R.: Call of Pripyat fő színhelye maga az elhagyatott város. A sorozat legújabb darabja a S.T.A.L.K.E.R.: Lost Alpha, nagyobbrészt magyar fejlesztésű játék.
- A Call of Duty 4: Modern Warfare című játékban megtalálható a városközpont több épülete: a művelődési ház, a szálloda, az étterem, valamint a panelházak, az uszoda és az óriáskerék.

### Filmek
- Pripjaty szerepelt a Die Hard – Drágább, mint az életed című amerikai, többek között Magyarországon is forgatott akciófilmben, amelyben a Bruce Willis alakította John McLane és fia (Jai Courtney) itt számolnak le az orosz terroristákkal. A filmben a terroristák egy vegyülettel semlegesítik a hely sugárzását. Pripjaty városát a filmben a Kiskunlacháza melletti volt szovjet laktanya alakította.[52][53]
- A 2012-es Ideglelés Csernobilban (Chernobyl Diaries) című amerikai thrillerben, egy csoport fiatal, nem engedélyezett kirándulást tesz Pripjaty halott városában egy helyi idegenvezető által. Látogatásuk katasztrófába torkollik.
- A 2013-as Motylki (Inseparable) című ukrán drámában, két fiatal igaz szerelmét mutatják be, közben a baleset is szerepel a filmben.
- A 2019-es Csernobil című sorozat az 1986-os katasztrófa eseményeit dolgozza fel.
- A 2021-es Csernobil 1986 című orosz film, egy pripjaty-i tűzoltóról szól, aki a katasztrófa után csernobili likvidátor lesz.[54]

## Pripjaty kitelepítésére figyelmeztető rádióhír eredeti orosz szövege és magyar fordítása
Figyelem, figyelem!
Kedves Elvtársak! A népi küldöttek városi tanácsa közli, hogy a csernobili atomerőműben történt baleset miatt Pripjaty városában kedvezőtlen sugárzási viszonyok jöttek létre. A párt- és tanácsi szervekkel, valamint a katonai egységekkel megkezdtük a szükséges intézkedések foganatosítását.
Azonban a lakosság, elsősorban a gyermekek biztonsága érdekében felmerült a város lakóinak a Kijevi terület településeire történő időleges kitelepítésének szükségessége. Ezért minden lakóházhoz ma, április huszonhetedikén, tizennégy óra nulla-nulla perctől kezdődően autóbuszok állnak ki, rendőri közegek, illetve a városi [tanács] végrehajtó bizottság[a] képviselőinek kíséretével.
Javasoljuk [személyi] irataik és feltétlen szükséges holmijaik magukkal vitelét, valamint [azt, hogy] gondoskodjanak megfelelő táplálékról.
A vállalatok és intézmények vezetői, valamint a munkások meghatározott csoportja a városban maradnak a [város] normális működésének fenntartására. A kiürítés idejére minden lakóház rendőri őrizet alá kerül.
Elvtársak, lakásaik átmeneti elhagyása idejére, kérjük, ne felejtsék el bezárni az ablakokat, kikapcsolni a villamos- és gázkészülékeket, elzárni a vízcsapokat. Kérjük, őrizzék meg nyugalmukat, a szervezettséget és a rendet az átmeneti kitelepítés végrehajtása során.
(Elhangzott 1986. április 27-én, 13 óra körül),
eredeti szöveg:
Внимание, внимание!
Уважаемые товарищи! Городской совет народных депутатов сообщает, что в связи с аварией на Чернобыльской атомной электростанции в городе Припяти складывается неблагоприятная радиационная обстановка. Партийными и советскими органами, воинскими частями принимаются необходимые меры. Однако, с целью обеспечения полной безопасности людей, и, в первую очередь, детей, возникает необходимость провести временную эвакуацию жителей города в населенные пункты Киевской области. Для этого к каждому жилому дому сегодня, двадцать седьмого апреля, начиная с четырнадцати ноль ноль часов, будут поданы автобусы в сопровождении работников милиции и представителей горисполкома. Рекомендуется с собой взять документы, крайне необходимые вещи, а также, на первый случай, продукты питания. Руководителями предприятий и учереждений определен круг работников, которые остаются на месте для обеспечения нормального функционирования предприятий города. Все жилые дома на период эвакуации будут охраняться работниками милиции. Товарищи, временно оставляя свое жилье, не забудьте, пожалуйста, закрыть окна, выключить электрические и газовые приборы, перекрыть водопроводные краны. Просим соблюдать спокойствие, организованность и порядок при проведении временной эвакуации.
Hanganyag